# Pietro Fossati
Pietro Fossati (Novi Ligure, 29 juni 1905 - Novi Ligure 13 maart 1945) was een Italiaans wielrenner.
Hij was prof van 1926 tot 1934 en won onder andere de Ronde van Lombardije in 1929. Fossati kwam om tijdens geallieerde bombardementen aan het einde van de Tweede Wereldoorlog.

## Belangrijkste resultaten
1927
Winnaar Copa del Re
1928
Winnaar Coppa Placci
2e plaats Giro dell'Emilia
3e plaats Ronde van Lombardije
1929
Winnaar Ronde van Lombardije

## Resultaten in voornaamste wedstrijden
| Jaar | Ronde van Italië | Ronde van Frankrijk | Ronde van Spanje |
| ---- | ---------------- | ------------------- | ---------------- |
| 1926 |                  |                     |                  |
| 1927 |                  |                     |                  |
| 1928 |                  |                     |                  |
| 1929 |                  |                     |                  |
| 1930 | 16e              |                     |                  |
| 1931 | 30e              |                     |                  |
| 1932 | 39e              |                     |                  |
| 1933 | opgave           |                     |                  |
| 1934 | opgave           |                     |                  |

| Jaar | Milaan-San Remo | Ronde van Lombardije |
| ---- | --------------- | -------------------- |
| 1926 |                 | 17e                  |
| 1927 | 23e             | 11e                  |
| 1928 |                 | ↑                    |
| 1929 |                 | Goud                 |
| 1930 | 12e             | 8e                   |
| 1931 | 28e             |                      |
| 1932 | 18e             |                      |
| 1933 |                 |                      |
| 1934 |                 |                      |